# 史思明
史 思明（し しめい）は、唐代の軍人。燕の第3代皇帝。

## 人物・生涯
突厥とソグド人の混血出身で、安禄山と同世代で同郷だったため親しい仲にあった。また、自身も6つの言語を解し教養に通じる人物であったため、次第に頭角を現していく。幽州節度使の部下であったときに戦功を挙げ、天宝11載（752年）には安禄山の配下となった。
天宝15載（756年）に安禄山が反乱を起こすと、河北で軍を率いて戦い、李光弼や顔真卿率いる唐軍と戦った（安史の乱）。しかし、聖武2年（757年）に安禄山の次子の安慶緒が、父を殺害してその後を継いで燕の皇帝と称した。史思明はこれに反発し、范陽に帰って自立。やがて唐に降伏するも、粛宗や彼に近い要人達が自分の殺害を計画していることを知ると、再び叛いた。天成3年（759年）1月、魏州で燕王を称した。3月、相州（鄴）を包囲する唐の9節度使を撃破したが、安慶緒を殺害した。4月、魏州で自ら大燕皇帝を名乗り自立した。9月、洛陽を奪った。だが、順天3年（761年）3月、末子の史朝清を後継ぎにしようとしたために、長男の史朝義によって殺された。

## 子
1. 史朝義
2. 史朝英
3. 史朝清